# 私家版鳥類図譜
『私家版鳥類図譜』（しかばんちょうるいずふ）は、2003年3月20日に講談社から刊行された諸星大二郎の漫画作品集である。
「鳥」を題材としつつ、世界観や舞台背景、登場人物は全く異なる作品を集めた一種のオムニバスとなっている。後に「魚」を題材とした『私家版魚類図譜』も刊行された。

## 収録作品・初出
- 鳥を売る人 - 「モーニング」2000年14号
- 鳥探偵スリーパー - 「モーニング」2003年16号
- 鵬の墜落 - 「モーニング」2001年32号
- 塔に飛ぶ鳥 - 「モーニング」2002年6号
- 本牟智和気 - 「モーニング」2000年52号
- 鳥を見た - 「モーニング」2002年29号